# リトル・リチャード
リチャード・ウェイン・ペニマン（Richard Wayne Penniman、1932年12月5日 - 2020年5月9日）は、リトル・リチャード（Little Richard）の名で知られるアメリカ合衆国のミュージシャン、シンガーソングライター。ロックンロールの創始者の一人。
チャック・ベリーやファッツ・ドミノらと共に、ロックンロールの草分け的なミュージシャンとして知られている。リトル・リチャードに影響を受けたとされるミュージシャンには、ポール・マッカートニー、プリンスらがいる。ちなみにポール・マッカートニーはヴォーカル・スタイルにおいて強い影響を受けている。またリトル・リチャードのスタイルに多大な影響を与えたミュージシャンにエスケリータが居る。「ローリング・ストーンの選ぶ歴史上最も偉大な100人のシンガー」において第12位。

## 経歴
ジョージア州メイコンのアフリカ系アメリカ人の家庭に生まれる。同性愛者であったため、実の父親に疎んじられ白人の家庭へ養子に出される。皿洗いの仕事をしながら歌い続け、1951年から1954年にかけて、友人ジョニー・オーティスの推薦でピーコック・レコードから数枚のシングルを出したがほとんど売れなかった。粘り強くデモテープをレコード会社に送り続け、1955年、スペシャルティ・レコードからデビュー。「トゥッティ・フルッティ」、「のっぽのサリー」、「ルシール」、「リップ・イット・アップ」、「ジェニ・ジェニ」、「グッド・ゴリー・ミス・モリー」といったヒットを飛ばす。エネルギッシュな歌唱法で、草創期のロックに決定的な影響を与えた。激しいアクションでピアノを弾く姿も話題となった。また、映画『女はそれを我慢できない』（1956年）に主題歌を提供する一方、自らも出演した。彼は人種差別とゲイに対する差別が激しい時代に、自ら同性愛者であることを公表し、派手な化粧をして歌っていた。

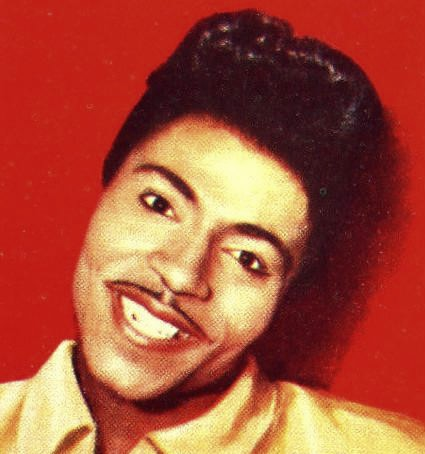
1957年のリチャード

1957年、人気の絶頂期に突如引退を発表し、アラバマ州のオークウッド大学に入学して神学を修め牧師となった。しばらくはロックを罪深い悪魔の音楽として遠ざけゴスペルを歌っていたが、1962年にロック歌手として復帰。この復帰コンサートの前座を務めたのが、無名時代のビートルズである。また、この時期のサポート・ギタリストの一人に、ジミ・ヘンドリックスがいた。
1986年に、ロックの殿堂入りを果たす。『フルハウス』などテレビドラマへの出演も多い。1990年、ヘヴィーメタル・バンド、リヴィング・カラーの楽曲「エルヴィスは死んだ」にゲスト参加。1992年11月14日と15日の2日間に渡って東京ベイNKホールでの来日公演が予定されたが、告知不足でチケットがわずか50枚しか売れなかったために中止となった。
1996年のアトランタオリンピック閉会式で、ピアノを演奏。2006年には、ジェリー・リー・ルイスのアルバム、ラスト・マン・スタンディングにゲスト参加。
2013年9月に、アーティスト活動から引退することを音楽雑誌『ローリング・ストーン』誌で発表した。
2020年5月9日、息子のダニー・ペニマンが死去を公表し、癌（骨肉腫）による病死と伝えている。

## ディスコグラフィ

### スペシャルティ
- HERE'S LITTLE RICHARD (1957)
- LITTLE RICHARD (1958)
- THE FABULOUS LITTLE RICHARD (1959)
- WELL ALRIGHT! (1970)